# Atoumane Diagne
Atoumane Diagne (Dakar, 31 dicembre 1998) è un cestista senegalese di formazione spagnola.

## Palmarès
- Liga catalana: 1

Barcellona: 2017